# Paweł Brożek
Paweł Łukasz Brożek (polskt uttal: [ˈpavɛw ˈbrɔʐɛk]), född 21 april 1983 i Kielce, är en polsk fotbollsspelare (anfallare) som spelar för Ekstraklasa-klubben Wisła Kraków, och det polska landslaget.
Han var uttagen i Polens trupp vid fotbolls-VM 2006 och fotbolls-EM 2012.